# Специјално тужилаштво Републике Српске
Специјално тужилаштво Републике Српске је било посебно тужилаштво за сузбијање организованог и најтежих облика привредног криминала у Окружном тужилаштву Бања Лука.

## Надлежност
Специјално тужилаштво је имало надлежност за откривање и кривично гоњење учинилаца кривичних дјела организованог криминала, са елементом организованости, најтежих облика против привреде и платног промета и против службене дужности и других кривичних дјела код којих је као најмања запрећена казна затвора у трајању од пет година, а када је кривично гоњење било од посебног значаја за Републику Српску.

## Историја
Специјално тужилаштво је основано доношењем Закона о сузбијању организованог и најтежих облика привредног криминала (2006). Изворно је основано као Посебно одјељење за сузбијање организованог и најтежих облика привредног криминала у Републичком тужилаштву Републике Српске. Међутим, исте године је установљено као Посебно тужилаштво за сузбијање организованог и најтежих облика привредног криминала у Окружном тужилаштву Бања Лука.
Специјално тужилаштво је било самостално и независно, а за свој рад је одговарало главном републичком тужиоцу. Имало је надлежност на читавој територији Републике Српске. Радом Специјалног тужилаштва је руководио главни специјални тужилац, а замјењивао га је замјеник главног специјалног тужиоца. Све тужиоце Специјалног тужилаштва је именовао Високи судски и тужилачки савјет Босне и Херцеговине.
Специјално тужилаштво је укинуто доношењем Закона о сузбијању корупције, организованог и најтежих облика привредног криминала (2016). Умјесто њега је установљено Посебно одјељење Републичког тужилаштва за сузбијање корупције, организованог и најтежих облика привредног криминала. Чине га замјеник главног републичког тужиоца — специјални тужилац и републички тужиоци распоређени у Посебно одјељење Републичког тужилаштва.